# 劉城 (選貢)
劉城（？—1649年），字伯宗，直隸池州府貴池縣人，明朝、南明政治人物。

## 生平
劉城自選貢出身，曾寫下志節氣概的文章領導學術團體應社，談論邊塞、屯鹽、河渠、貿易；曾冒死上書救活入獄的黃道周、成勇、陳弘緒、周鑣。流寇事急，張秉文、史可法、黃配玄推薦他擔任九江同知，陳良弼、賀登選推薦他擔任郴州知州。北京淪陷，他悲憤得痛不欲生。弘光帝繼位，劉城呈上恢復十策及四鎮防河禍害的奏章；南京淪陷，他和程世昌準備高淳、湖州、嘉興的義師，吳應箕被殺後他冒險收葬。後來他隱居在峽川，不改變冠服，時常以用手掌指畫桌子悲呼，渴望明朝中興。臨死前，他仍說著籌劃東晉、南宋偏安的志圖，氣絕也不放手；永曆三年（1649年），永曆帝授與他和康范生給事中，但未及赴任就已經去世。